# Beecher's Handmade Cheese
Beecher's Handmade Cheese es un fabricante de quesos artesanos con puntos de venta en el área metropolitana de Seattle y en varios aeropuertos. La empresa fue fundada por Kurt Beecher Dammeier en 2003 y abrió sus puertas en el Pike Place Market después de que Dammeier consiguiera un local en el mercado difícil de conseguir. Como Dammeier nunca había sido quesero, buscó la ayuda de Brad Sinko, que le ayudó a dirigir una empresa quesera familiar en Oregón. En 2011 abrió un segundo local en el Flatiron District de Manhattan, que cerró en octubre de 2022.
A diferencia de la mayoría de los queseros artesanos, Beecher's utiliza principalmente leche pasteurizada y opera una moderna planta de producción de gran volumen, con múltiples granjas que suministran leche. Cuando Beecher's tuvo problemas para garantizar el sabor estándar de las leches que utilizaba para hacer queso, la empresa compró sus propios rebaños de vacas lecheras y granjas para garantizar el control de los productos de queso de principio a fin. Beecher's utiliza diversos cultivos queseros al mezclar los quesos, por lo que un queso cheddar producido por Beecher's puede utilizar cultivos no destinados normalmente a la producción de queso cheddar.
La quesería Beecher's de Pike Place Market incluye una cafetería, donde se sirven quesos a la parrilla y otros productos, y una tienda, donde se venden quesos Beecher's y otras marcas de queseros locales del noroeste del Pacífico. El local de Nueva York es mucho más grande. Además de la planta de producción, la cafetería y la tienda, también cuenta con un restaurante de servicio completo en la planta baja, conocido como The Cellar. Beecher's también fabrica y vende platos de macarrones con queso (y otras guarniciones congeladas), que han recibido elogios en las críticas de los medios de comunicación nacionales. Dammeier y los quesos de su empresa han aparecido en la televisión nacional, dos veces en The Martha Stewart Show y una en Oprah, con los "Mejores Macarrones con Queso del Mundo" como una de las "Cosas Favoritas" de Oprah. Se ha publicado un libro de cocina de Dammeier, Pure Flavor: 125 Fresh All-American Recipes From The Pacific Northwest, que incorpora recetas utilizadas para elaborar diversos productos y platos de Beecher's. Además de sus diversas iniciativas empresariales, Beecher's patrocina la fundación Flagship y el proyecto Pure Food Kids, un programa educativo para enseñar a los niños del sistema de escuelas públicas de Seattle dietas saludables.

## Fundación e historia
Antes de fundar Beecher's, Dammeier nunca había hecho queso y tenía pocos conocimientos directos del negocio.Su autodenominada "pasión" por el queso comenzó durante su infancia en Tacoma, Washington, donde su familia siempre tenía una tabla de quesos repleta de quesos locales. Criado en un negocio familiar de imprenta y fabricación de alimentos, decidió abrir un negocio de quesos después de que su familia vendiera la imprenta. Dammeier también es propietario de la tienda de alimentación especializada Pasta & Co., con sede en Seattle, y uno de los principales inversores de Pyramid Breweries; otros miembros de su familia también tienen participaciones en Pyramid. Dammeier también fundó Bennett's Pure Food Bistro, en la cercana Mercer Island, y el camión de comida Maximus/Minimus, ambos con muchos platos preparados con productos de Beecher. En 2003, Dammeier abrió Beecher's en el Pike Place Market de Seattle, cuando quedó disponible en el mercado un local de grandes dimensiones poco habitual después de que el vivero Molbak's cerrara su ubicación en el mercado y se trasladara a su actual propiedad de Woodinville, Washington.
Tras realizar un curso de elaboración de queso en la Universidad Estatal de Washington, Dammeier decidió que necesitaba contratar a alguien para que trabajara con él como quesero jefe. Contrató a Brad Sinko, microbiólogo, que anteriormente había dirigido su negocio familiar de queso Bandon Cheese en Oregón, antes de que fuera adquirido por la Tillamook County Creamery Association.Según Dammeier, el mercado del queso artesano estaba infrarrepresentado en Seattle y Washington, y abrió su negocio en parte para animar a que crecieran más empresas queseras en la región. En 2000, Washington tenía nueve queserías autorizadas, cifra que se amplió a veintiocho en 2007. Dammeier comparó el crecimiento que espera del queso artesano con el reciente aumento de las ventas de cervezas especiales en Estados Unidos:
Si hace 20 años decías la palabra 'Porter', nadie en EE. UU. habría tenido ni idea de que hablabas de cerveza. Dentro de veinte años, la gente sabrá lo que es una corteza lavada.
Gracias a la financiación de las otras aventuras empresariales de Dammeier, Beecher's pudo desarrollar sus operaciones lentamente, absorbiendo los costes de capitalización del negocio mientras experimentaba con sus quesos, incluido el tiempo de maduración: "La primera cuba", comentó Dammeier, "la tiramos". A medida que avanzaba su trabajo, Sinko ajustaba las fórmulas de elaboración de sus quesos, los cultivos y las enzimas implicadas, y aumentó el tiempo medio de maduración de su marca Flagship a 18 meses. En su primer año de funcionamiento, Beecher's no tenía ningún producto curado propio para vender, sino que acumuló un inventario de 36.000 kg de queso. Durante ese mismo tiempo, sus principales ventas fueron de cuajada de queso fresco.

## Suministro de leche
Tras su fundación inicial con un solo proveedor de leche, el sistema de producción de Beecher's ha tenido que ampliarse varias veces para incluir a más proveedores. En 2006, Beecher's estaba en proceso de adquirir sus propias granjas en el este de Washington para la producción adicional de leche, lo que también les dará un control total sobre la creación de todo su producto. El principal proveedor de leche es Green Acres Farm en Duvall, Washington, que sólo utiliza leche sin hormonas ni antibióticos.Cuando la producción constante de leche se convirtió en un problema, Beecher's compró un rebaño de 200 vacas. Todo el rebaño lechero de Green Acres Farm es propiedad de Beecher's, que las arrienda a la granja. Para la producción de Nueva York, toda la leche Holstein y Jersey procede directamente de Dutch Hollow Farms, al norte del estado de Nueva York.
Para garantizar un sabor estandarizado de los quesos acabados, y debido a que no había espacio suficiente en sus instalaciones para los sistemas de separación de la leche, Sinko dijo que "fue y estandarizó el rebaño". Su leche inicial de vacas Holstein era dulce, pero carecía del contenido graso y el sabor a nuez de la leche de vaca Jersey que formaba parte del producto que querían crear. Dammeier ha descrito la mezcla de leche Holstein y Jersey como una "mezcla al 50%".Toda la leche que se suministra a Beecher's procede del mismo rebaño, para garantizar que el sabor de cada lote de leche que reciben es el mismo (en función de la dieta y el entorno del rebaño).
A veces, Beecher's ha tenido problemas para mantener esta norma uniforme. Por ejemplo, cuando las inundaciones afectaron a una granja, las vacas produjeron enzimas en la leche que ayudaron a sus terneros a combatir las bacterias, pero cambiaron el sabor de la leche.

## Fabricación de queso y alimentos

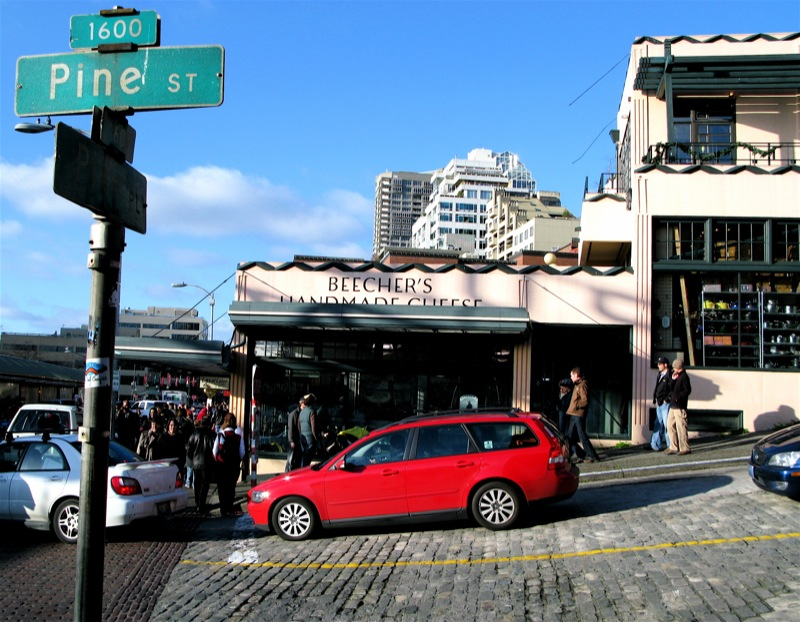
Instalaciones de Beecher's Handmade Cheese en Seattle, Washington

La quesería se encuentra en una pequeña instalación con paredes de cristal en Pike Place Market, en Pike Place entre Stewart Street y Pine Street. El local incluye una tienda y una cafetería con platos a base de queso. Los transeúntes pueden ver el proceso de fabricación del queso.Beecher's produce más de 230.000 kg de queso al año. Sus instalaciones de fabricación funcionan ahora las veinticuatro horas del día para satisfacer la demanda. Las instalaciones de Nueva York son bastante más grandes que las de Seattle y pueden producir más de tres toneladas de queso al día.
Sinko admite que las modernas instalaciones con grandes cubas de queso y procesamiento de la leche parecerían contradecir la palabra "Hecho a mano" del nombre de la empresa. Según él, todo el queso se controla, procesa y prepara a mano, pero simplemente a mayor escala que la mayoría de los queseros artesanales.A diferencia de la mayoría de los quesos artesanales, el de Beecher se elabora en su mayor parte con leche pasteurizada. Dammeier cree que mucha gente piensa que los quesos de leche cruda saben mejor debido a los famosos quesos franceses, que históricamente se elaboraban con leche cruda porque las granjas no podían permitirse la pasteurización. "Probablemente he probado 150 quesos diferentes este año, y estoy convencido de que la leche cruda no da más sabor", afirma, y añade que sus quesos tienen un sabor más consistente por no usar leche cruda. No obstante, Beecher's ofrece una versión de leche cruda de su queso Flagship.Los quesos que producen no utilizan ingredientes artificiales ni conservantes. Beecher's suele fabricar hasta nueve variedades diferentes de quesos cada año, incluyendo una combinación de sus marcas básicas y diversas variedades de temporada.

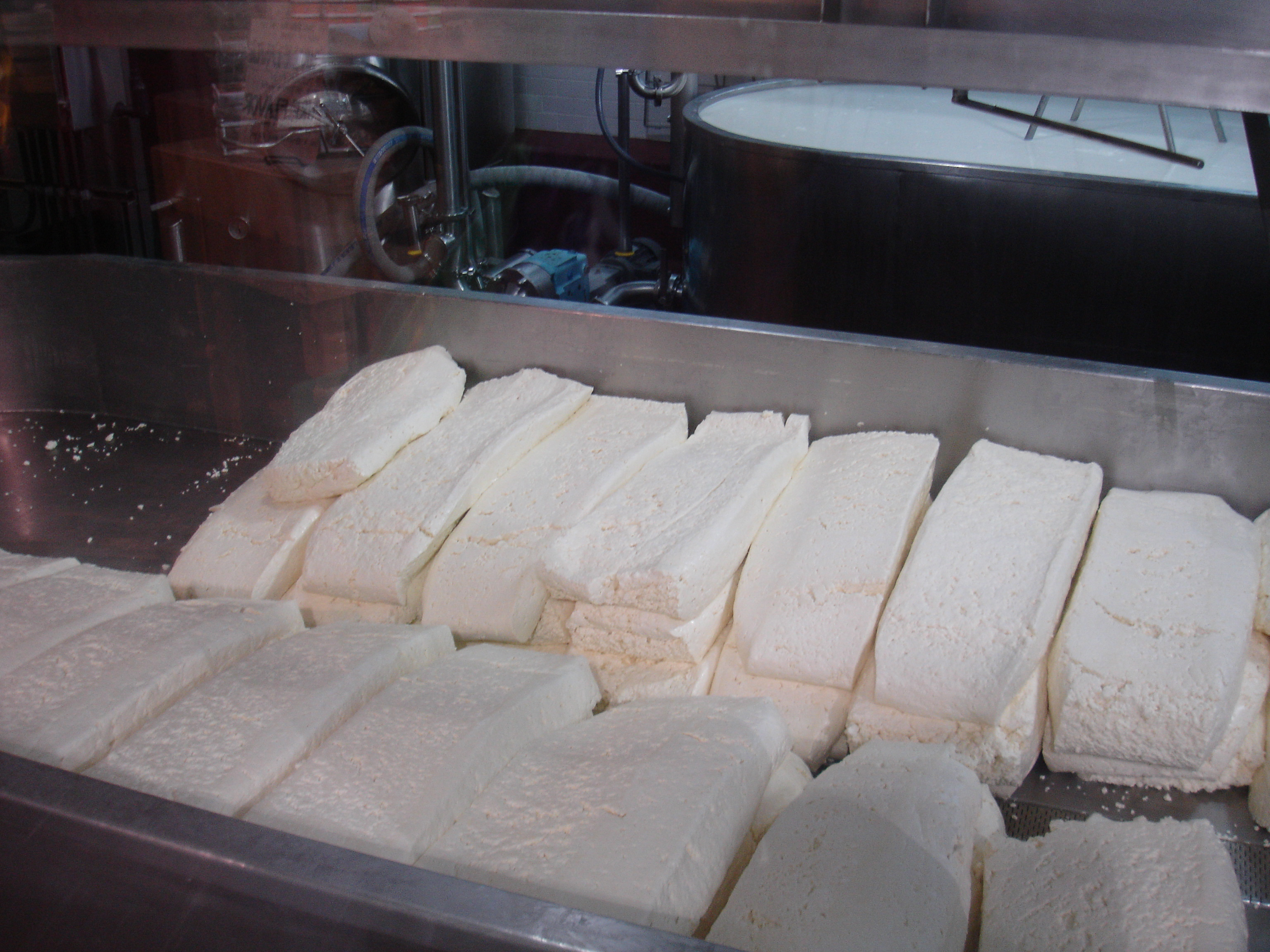
Queso preparado en Beecher's Handmade Cheese

En las instalaciones de Beecher, el proceso de fabricación del queso consta de varias fases. Miles de litros de leche se transportan con mangueras desde los camiones de reparto a la zona de fabricación, donde se calienta para completar la pasteurización de la leche. La leche calentada se procesa en una artesa de acero inoxidable, y la temperatura sigue aumentando, mientras se añaden a la mezcla en desarrollo los primeros cultivos de queso vivos y el cuajo, un coagulante. Según Amir Rosenblatt, quesero de Beecher's, las temperaturas de calentamiento y del queso utilizadas en su proceso de cocción se controlan rigurosamente mediante la tecnología sostenible de la energía de vapor. "Una variación de medio grado,en el proceso de pasteurización] puede cambiar el sabor del queso", afirma. A continuación, los queseros utilizan “rastrillos” de acero inoxidable para recoger la mezcla de leche, antes de dejarla reposar brevemente, momento en el que el queso se corta repetidamente a mano hasta que adquiere una textura y sustancia parecidas a las del yogur. Este proceso se repite a menudo, hasta que se alcanza la consistencia deseada. A continuación, la mezcla se retira a una nueva artesa, donde la mayor parte del agua y el suero restantes se escurren del queso.Mientras el suero se extrae continuamente del queso, los queseros separan constantemente el queso a mano en pilas cada vez más pequeñas de cuajadas de queso, que se forman a medida que se retira el suero. Para completar la cuajada, se añade una gran cantidad de sal para curar el queso y extraer aún más suero. Por cada 10 libras (10 kilogramos) de leche y suero, Beecher's suele crear 1 libra (1 kilogramo) de queso acabado.

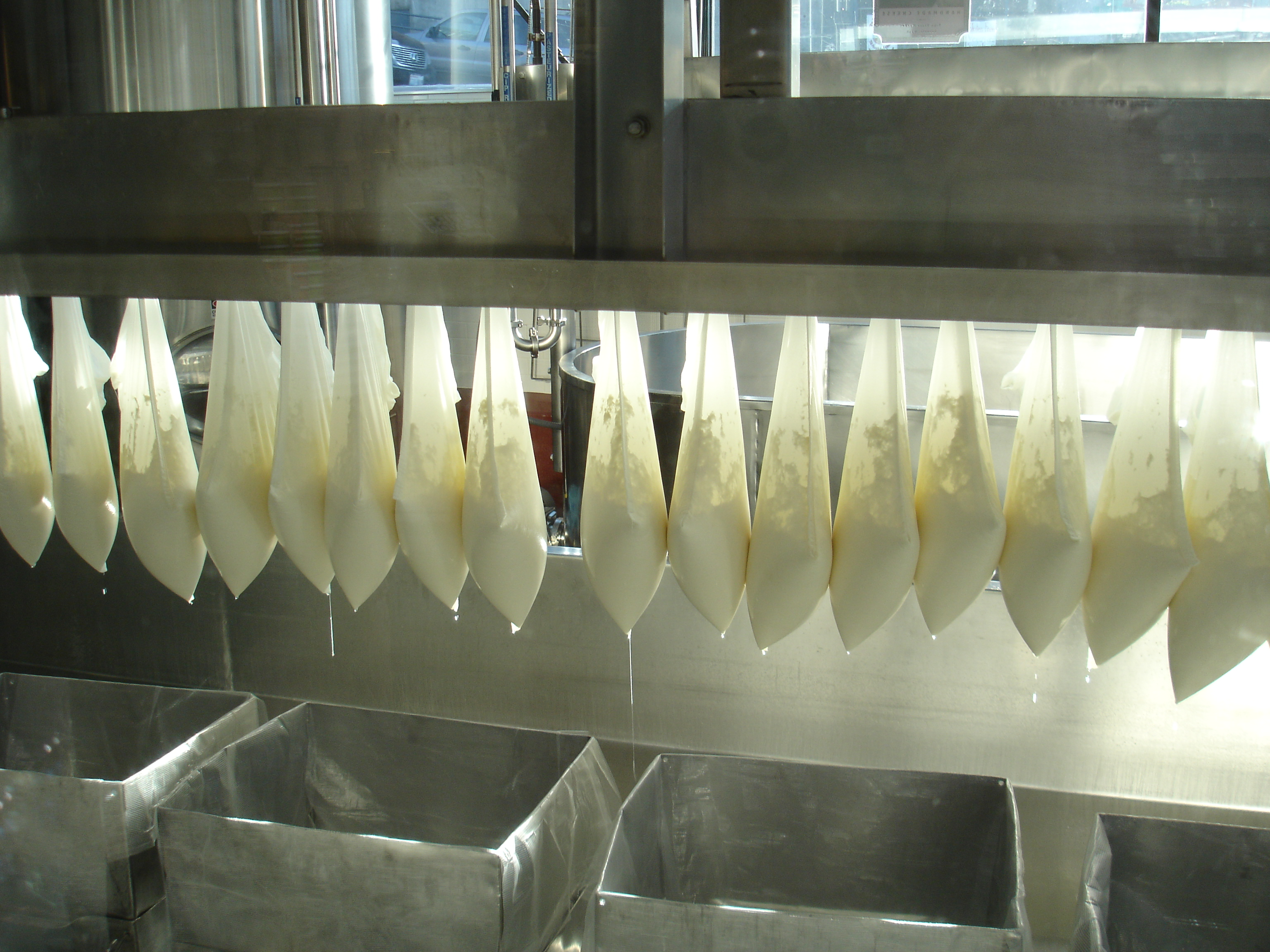
Queso escurrido de humedad en Beecher's Handmade Cheese

Los quesos de Beecher se diferencian de otros similares en que mezclan cultivos de crecimiento de queso de formas poco habituales. Por ejemplo, su emblemático queso "Flagship" incluye cultivos típicamente utilizados para quesos que no son cheddar, como el Gruyère y el Emmental, cambiando la naturaleza, el sabor y la textura de su cheddar. El queso Flagship se produce mediante un proceso de cheddarizado, pero debido a su sabor diferente, Beecher's no denomina a este queso cheddar.Se ha descrito que el queso tiene un "acabado dulce y una textura cremosa", a diferencia de los cheddars más fuertes, debido a que es uno de los quesos que crean con una mezcla de diferentes cultivos de queso.Tras ser preparado en bloques de 18 kg (40 libras) y madurado durante aproximadamente un año, el Flagship -a diferencia de los cheddars- carece de corteza, es más húmedo, se parece visualmente a la mantequilla y tiene un aroma lechoso debido a su maduración en bolsas de plástico. Una variante llamada "Flagship Reserve" se envejece en estopilla en tamaños de 18 libras (8,2 kg) sobre bastidores al aire libre, y se frota con mantequilla mientras se le da la vuelta a diario. Este método de preparación hace que el Reserve pierda hasta un 12% de su peso inicial en el momento en que se termina. El Reserve se madura durante un periodo de tiempo más corto, lo que le confiere un sabor y una textura más nítidos y con más nueces, según la revista Food & Wine. De los 230.000 kg de queso que producen anualmente, aproximadamente 91.000 kg serán Flagship y sólo 6.800 kg serán Flagship Reserve.
Además, Beecher's está desarrollando nuevos tipos de galletas, diseñadas para no opacar el sabor del queso con el que se combinan.

## Venta al por menor y tienda de quesos

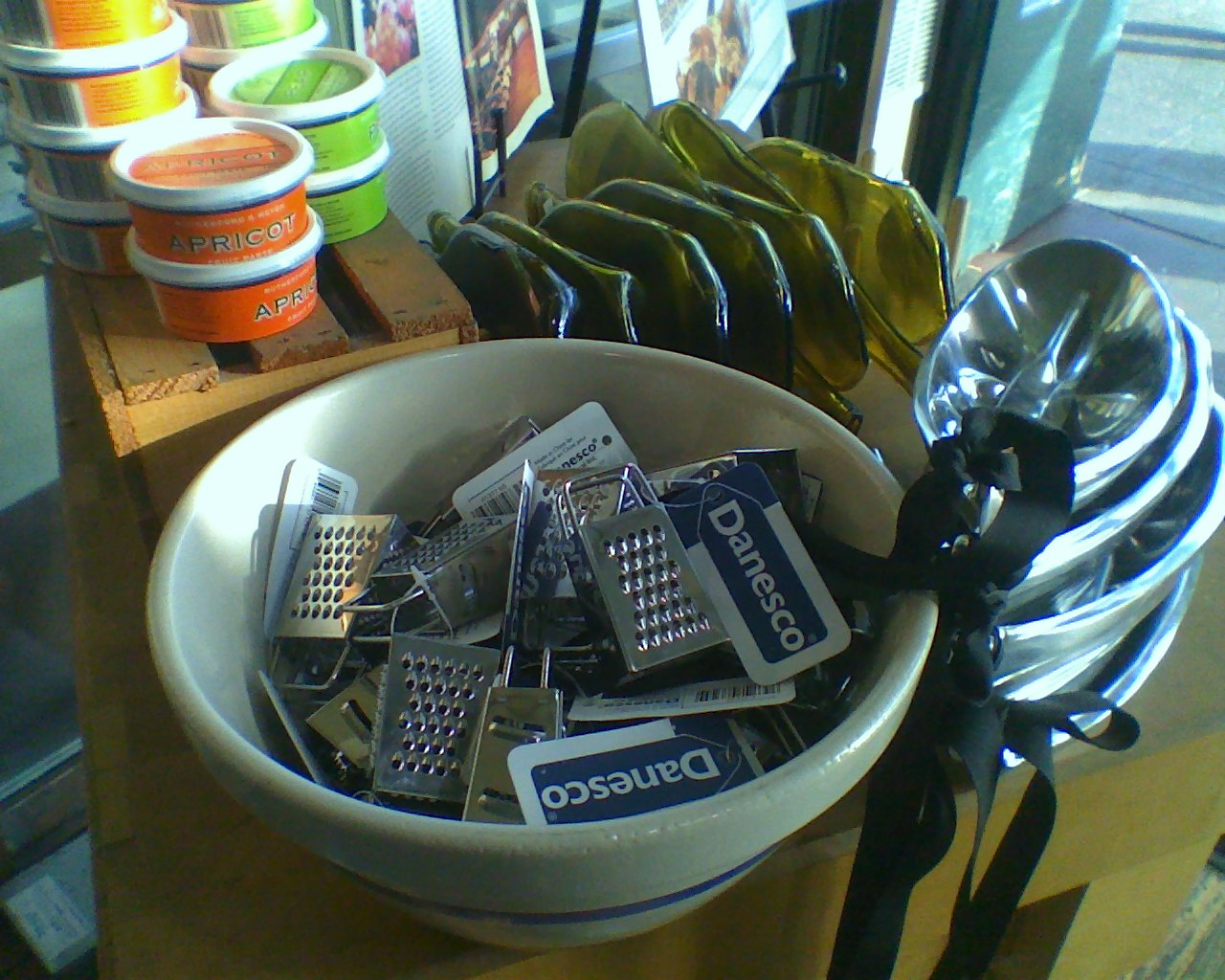
Productos en la tienda de Beecher's Handmade Cheese de Seattle

Beecher's cuenta con una tienda de quesos gourmet y una cafetería en sus instalaciones del Pike Place Market. Se considera un ancla del Pike Place Market, y se ha convertido en una atracción turística por derecho propio. Durante el día, suele congregarse mucha gente en la tienda, que observa a través de las ventanas cómo los queseros preparan los lotes de queso.
Una parte de la cuajada utilizada en el proceso de fabricación se reserva para vender directamente a los visitantes en la tienda.Los principales quesos creados y vendidos por Beecher's son sus variedades Flagship y Flagship Reserve; "Just Jack", una forma de queso Monterey Jack; "Blank Slate", un tipo de queso cremoso; versiones de leche cruda sin pasteurizar de sus quesos Flagship, y diferentes quesos condimentados y aromatizados con especias y hierbas.Algunas de sus variedades de temporada han incluido quesos similares al Brie.La tienda de Pike Place Market vende ahora unas treinta y cinco marcas locales de queso artesano, además de los diversos productos de Beecher's. La tienda de Pike Place Market también ofrece clases al público sobre la elaboración del queso, su historia y el maridaje del vino con el queso.
Beecher's también tiene otros establecimientos en la región de Puget Sound, incluida una tienda en el centro comercial Bellevue Square, en el Aeropuerto Internacional de Seattle-Tacoma, y en Paine Field en Everett.Los establecimientos de la empresa aceptan pedidos móviles a través de su propia aplicación.
Los productos de Beecher's se venden en tiendas minoristas de todo el país en conocidos vendedores de queso artesanal como las tiendas de Murray Klein y la empresa minorista internacional Artisanal Cheese.Beecher's también utiliza los servicios de PeriShip para garantizar que sus productos lleguen a los clientes de todo Estados Unidos.

## Macarrones con queso
La tienda Beecher's del Pike Place Market vende anualmente más de 17.000 pedidos del plato de macarrones con queso de Dammeier.La receta aparece en un libro de cocina de 2007, Pure Flavor: 125 Fresh All-American Recipes From The Pacific Northwest, que Dammeier escribió con Laura Holmes Haddad. Tanto The New York Times como The Washington Post le dedicaron críticas calificadas de "delirantes", según las noticias de MSNBC.Dammeier afirma que la clave del éxito de sus macarrones con queso es cocer la pasta a la mitad, para que se ablande de las salsas de queso al hornearla con una salsa bechamel. La receta, denominada simplemente "World's Best Mac & Cheese", ha sido preparada por Dammeier durante apariciones como invitado en varios programas de televisión.El 19 de agosto de 2008, la instalación de Beecher y queso fue presentado en "The Martha Stewart Show", y Dammeier preparó su plato de macarrones y queso con Stewart en el programa.El "World's Best Mac & Cheese" también fue presentado como una de las "Cosas Favoritas" de Oprah, y una segunda vez en "The Martha Stewart Show".

## Premios y reconocimientos
En 2007, Beecher's fue el ganador de los premios de la American Cheese Society por su queso cheddar.En los World Cheese Awards de 2007, el queso "Marco Polo" de Beecher's ganó una medalla de oro, y en los American Cheesemaker Awards de Newport Beach, California, obtuvo el primer puesto, también en 2007.Beecher's también quedó segundo en la categoría Best In Show en el concurso de la World Cheese Society de 2007, entre 1.207 competidores. Beecher's volvió a ganar el máximo galardón de la American Cheese Society por su queso Marco Polo en 2008.Según Laura Werlin, autora de The New American Cheese: Profiles of America's Great Cheesemakers, su queso Flagship es "todo lo que un cheddar debe ser... y más".

## Pure Food Kids
Beecher's y Dammeier también financian y desarrollan "Pure Food Kids: A Recipe for Healthy Eating", un programa educativo y de divulgación, dirigido por la Fundación Pure Food Kids, para niños de primaria y secundaria de las escuelas públicas de Seattle, con el objetivo de enseñar a los niños alimentos y hábitos alimentarios saludables.El programa fue desarrollado inicialmente por Dammeier y su esposa Leslie, después de conocer y estar descontentos con el estado de las comidas de los comedores escolares en Seattle, donde sus tres hijos asistían a la escuela pública.Establecido en 2005, el 1% de las ventas totales de Beecher's y los otros negocios de Dammeier, Bennet's Pure Food, Maximus/Minimus y Pasta & Co, El programa Pure Food Kids cuenta con voluntarios formados, entre ellos el propio Dammeier.
Según Chip Wood, cofundador de la Northeast Foundation for Children, los niños de cuarto a sexto curso suelen tener entre 9 y 12 años. Los niños de cuarto a sexto curso de primaria reciben formación sobre los efectos de los aditivos alimentarios, el consumo de alimentos saludables, la lectura de las etiquetas de los alimentos y la comercialización de alimentos dirigida a los niños. El programa se ofrece sin coste alguno para los niños y sus familias. Hasta la fecha, más de 15.000 niños han participado en el programa educativo. Pure Food Kids se imparte en las aulas, en actividades extraescolares y en eventos de la Asociación de Padres y Profesores, con todos los suministros y materiales proporcionados por Beecher's, aunque explícitamente no se promociona ni se utiliza ningún producto de ninguna de las empresas de Dammeier.